# Thomas Huckle Weller

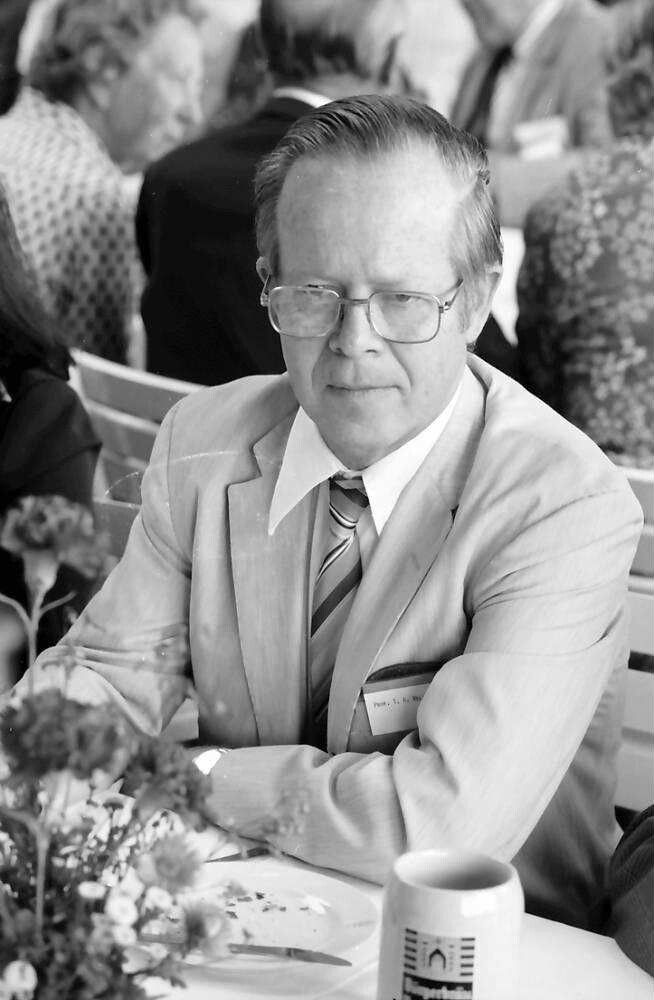
Thomas Huckle Weller (1975)

Thomas Huckle Weller (* 15. Juni 1915 in Ann Arbor, Michigan; † 23. August 2008 in Needham, Massachusetts) war ein US-amerikanischer Bakteriologe, Virologe und Parasitologe.
Thomas H. Weller studierte bis 1937 an der Universität Michigan medizinische Zoologie und forschte dann an der Harvard Medical School Boston. 1939 wurde er Assistent von John Franklin Enders. 1940 wurde er zum Doktor der Medizin promoviert. Danach begann er seine klinische Ausbildung am Childrens’s Hospital Boston, wo er ab 1947 mit Enders eine Forschungsabteilung für Infektionserkrankungen einrichtete.
Weller konnte den Erreger der Röteln isolieren.
Für die Entdeckung der Fähigkeit des Poliomyelitis-Virus, in Kulturen verschiedener Gewebstypen zu wachsen, erhielt Weller 1954 gemeinsam mit Frederick Chapman Robbins und John Franklin Enders den Nobelpreis für Physiologie oder Medizin. 1955 wurde er in die American Academy of Arts and Sciences gewählt, 1964 in die National Academy of Sciences.